# ナスキーホール・梅田
ナスキーホール梅田（ナスキーホールうめだ）は、かつて大阪府大阪市北区の太融寺町にあったプロレス会場。大阪プロレスが管理、運営しており同団体の本社機能兼常設会場を有していた。「ナスキー（NASCI）」はラテン語で「生まれる」を意味する。

## 概要
梅田ピカデリー2の跡地に建設されたプラザ梅田ビル8階に開業。映画館跡地を活かしたひな壇形式となっている。

## 歴史
- 2012年11月17日、それまで本社機能兼常設会場として開設していた大阪ミナミ ムーブ・オン アリーナ（以下は「Mアリ」）に代わる新会場「ナスキーホール梅田」として開業[2]。
- 2013年8月25日、中止になった大阪プロレスのビッグマッチ「大阪ハリケーン」の代替興行「大阪トルネード」を開催。選手兼副社長のブラックバファローは「今の我々の体力では、あそこ（大阪府立体育会館）でかかる莫大な経費は（払えない）」「なぜ自前で常設会場を持っているのに外へ出るのだ」と述べている[3]。
- 2014年1月25日、4月を最後に撤退し閉鎖することを発表。旧Mアリが道頓堀アリーナとして復活したり（2014年3月閉鎖）区民ホール利用が増えるなどして他団体利用が減少して大阪プロレスも観客動員が伸び悩んでいたため[4]。最終興行は4月20日の「大阪ホリデーパラダイスラストマッチ」で、これを最後に大阪プロレスは団体機能を停止してプロモーション化された。
- 2014年10月30日、ナスキーホールの跡地にCLUB PICCADILLY UMEDA OSAKAがオープン[5]。

## 大阪プロレス以外で興行を開催したプロレス団体、プロモーション
Mアリ同様、週末中心に大阪プロレスが他会場で興行を打つ日あるいは昼夜興行として使用していた。多くはMアリから継続して利用している。
- プロレスリング・ノア
- プロレスリングZERO1
- DDTプロレスリング
- WNC
- KAIENTAI DOJO
- センダイガールズプロレスリング
- OZアカデミー女子プロレス
- プロレスリングWAVE
- OSAKA女子プロレス
- スターダム
- プロレスリング我闘雲舞
- FFFプロレスリング